# Top Dieci
Top Dieci è un programma televisivo italiano di genere game show e varietà in onda in prima serata su Rai 1 dal 14 giugno 2020 al 29 maggio 2021 con la conduzione di Carlo Conti.

## Il programma
Dopo l'interruzione de La Corrida in seguito alla pandemia di COVID-19, Carlo Conti propose un varietà in cui, nel corso delle puntate, due squadre composte ciascuna da tre personaggi televisivi si sfidavano su classifiche di ogni genere legate alla cultura italiana: passando dalla musica allo sport, dall'attualità al cinema, dalla TV alla storia, il programma cercava di tracciare un preciso identikit dell'Italia per proporre una riflessione su ciò che questo Paese è stato e che sarebbe stato in futuro.
I nomi delle squadre erano collegati ad un elemento particolare che accomunava i concorrenti. Ad ogni risposta esatta la squadra guadagnava un punto, due se indovinava la prima della classifica presentata. La squadra che al termine del programma avrebbe totalizzato il maggior numero di punti individuando gli elementi e le posizioni corrette delle hit parade sarebbe stata proclamata vincitrice della puntata.
Ogni classifica era anticipata da una clip che introduceva l'anno protagonista, inserendo nella giusta cornice i vari avvenimenti che l'avevano caratterizzato.
In studio erano inoltre presenti anche alcuni ospiti che, intervistati dal conduttore, raccontavano quali fossero le classifiche della propria vita insieme ad altre curiosità, il tutto con l'accompagnamento di emozionanti filmati di repertorio.
A differenza della prima edizione, in cui per mostrare abiti d’epoca erano stati utilizzati dei manichini, nella seconda edizione erano presenti modelle e modelli in carne ed ossa. La seconda edizione, inoltre, si arricchì dalla presenza di alcuni ospiti musicali a sorpresa, che eseguivano in studio le canzoni vincitrici di qualche top ten.
Anche i telespettatori da casa avevano la possibilità di costruire, mediante i social, la loro classifica su un tema presentato all'inizio di ogni puntata, il cui risultato veniva svelato al termine della stessa nell'ultima prova con i concorrenti. Il varietà si presentava, in tal modo, come un’occasione per confrontarsi su un tema particolare, per ricordare o semplicemente per sfidarsi a chi ha maggiore intuito.
A causa delle norme di sicurezza dovute alla pandemia di COVID-19, durante la prima edizione del programma non vi è stata la presenza del pubblico (del quale tuttavia si sono sentiti applausi registrati), dell'orchestra e del balletto. Nella seconda edizione, invece, erano presenti diciotto persone non inquadrate che potevano suggerire in caso di dubbio sulle classifiche. Inoltre, all’interno dello Studio sono state adottate in entrambe le edizioni tutte le misure di sicurezza previste, come quello del distanziamento tra i partecipanti.
Il programma è stato ideato da Carlo Conti e scritto insieme a Pasquale Romano, Emanuele Giovannini, Leopoldo Siano e Ivana Sabatini con la collaborazione di Mattia Bravi.

## Le prove
I concorrenti di ogni puntata partecipano a varie tipologie di prove:
- Alcune consistono nell'indovinare la classifica degli elementi considerati nel tema dal 5º al 1º posto, mentre le posizioni dalla 10ª alla 6ª sono annunciate dal conduttore.
- Altre prove consistono nell'individuare gli elementi presenti in una classifica di 10 elementi indipendentemente dalla loro posizione.
- Alcune prove mettono a confronto due anni differenti con una classifica di 10 elementi circa lo stesso tema (prova presente solo nella prima edizione).
- Altre prove, invece, sono collegate alla carriera professionale degli ospiti in una classifica di 5 elementi.
- Nell'ultima prova, le due squadre individuano gli elementi presenti in una classifica determinata dai canali social del programma su un particolare tema, lanciato dal conduttore sul finale della puntata precedente.

## Edizioni
| Edizione | Anno | Conduzione  | Programmazione | Programmazione | Puntate | Studio                                          | Sede | Regia              |
| Edizione | Anno | Conduzione  | Inizio         | Fine           | Puntate | Studio                                          | Sede | Regia              |
| -------- | ---- | ----------- | -------------- | -------------- | ------- | ----------------------------------------------- | ---- | ------------------ |
| 1ª       | 2020 | Carlo Conti | 14 giugno 2020 | 3 luglio 2020  | 4       | Studio 5 degli Studi televisivi Fabrizio Frizzi | Roma | Maurizio Pagnussat |
| 2ª       | 2021 | Carlo Conti | 23 aprile 2021 | 29 maggio 2021 | 6       | Auditorium Rai del Foro Italico                 | Roma | Maurizio Pagnussat |

## Puntate e ascolti

### Prima edizione (2020)
| Puntata | Messa in onda  | Ascolti        | Ascolti | Squadre                                                                 | Squadre                                                             | Ospiti                            |
| Puntata | Messa in onda  | Telespettatori | Share   | Squadre                                                                 | Squadre                                                             | Ospiti                            |
| ------- | -------------- | -------------- | ------- | ----------------------------------------------------------------------- | ------------------------------------------------------------------- | --------------------------------- |
| 1       | 14 giugno 2020 | 3 969 000      | 19,20%  | I Principi Abusivi: Christian De Sica, Serena Autieri, Alessandro Siani | I Don Matteo: Flavio Insinna, Maria Chiara Giannetta, Nino Frassica | Massimo Ranieri, Roberto Mancini  |
| 2       | 19 giugno 2020 | 3 803 000      | 19,10%  | I Talentuosi: Gigi D'Alessio, Elettra Lamborghini, Mara Maionchi        | I Siciliani: Cristiano Malgioglio, Diletta Leotta, Nino Frassica    | Leonardo Pieraccioni, Patty Pravo |
| 3       | 26 giugno 2020 | 3 520 000      | 19,00%  | I Romani: Enrico Brignano, Claudia Gerini, Giancarlo Magalli            | Gli ABC: Al Bano, Orietta Berti, Maddalena Corvaglia                | Loretta Goggi                     |
| 4       | 3 luglio 2020  | 3 579 000      | 21,10%  | I Tali e Quali: Sergio Friscia, Paolo Conticini, Gabriele Cirilli       | I Vesuviani: Marisa Laurito, Serena Rossi, Tosca D'Aquino           | Carlo Verdone, Loredana Bertè     |
| Media   | Media          | 3 718 000      | 19,60%  |                                                                         |                                                                     |                                   |

- Nota: la squadra vincitrice di ogni puntata è indicata in grassetto. Nella seconda e nella quarta puntata la sfida è terminata in pareggio.

Questa edizione è stata replicata l’anno successivo il venerdì in prima serata sempre su Rai 1.

### Seconda edizione (2021)
| Puntata | Messa in onda  | Ascolti        | Ascolti | Squadre                                                             | Squadre                                                                             | Ospiti                                                                                   |
| Puntata | Messa in onda  | Telespettatori | Share   | Squadre                                                             | Squadre                                                                             | Ospiti                                                                                   |
| ------- | -------------- | -------------- | ------- | ------------------------------------------------------------------- | ----------------------------------------------------------------------------------- | ---------------------------------------------------------------------------------------- |
| 1       | 23 aprile 2021 | 3 806 000      | 16,60%  | I Cinepanettoni: Christian De Sica, Nancy Brilli, Massimo Boldi     | I Goggi: Loretta Goggi, Paola Minaccioni, Cesare Bocci                              | Alan Sorrenti, Giorgia, Rita Pavone                                                      |
| 2       | 30 aprile 2021 | 3 694 000      | 16,40%  | I Laureati: Leonardo Pieraccioni, Rocco Papaleo, Massimo Ceccherini | Le Laureate: Anna Tatangelo, Diletta Leotta, Sabrina Salerno                        | Riccardo Fogli, Umberto Tozzi, Paolo Vallesi, Aleandro Baldi, Francesca Alotta           |
| 3       | 7 maggio 2021  | 3 350 000      | 15,60%  | Le Tre Grazie: Giorgio Panariello, Lucia Ocone, Ubaldo Pantani      | Le Divine: Alba Parietti, Cristiano Malgioglio, Orietta Berti                       | Homo Sapiens, Gianna Nannini, Fausto Leali, Ivana Spagna                                 |
| 4       | 14 maggio 2021 | 3 270 000      | 15,50%  | I Salemmiani: Serena Autieri, Vincenzo Salemme, Tosca D'Aquino      | Gli Arboriani: Nino Frassica, Marisa Laurito, Francesco Paolantoni                  | Daniela Goggi, I Cugini di Campagna, Gazebo, Zucchero                                    |
| 5       | 21 maggio 2021 | 3 232 000      | 16,00%  | I Senatori: Enrico Montesano, Massimo Lopez, Tullio Solenghi        | I Tali e Quali: Antonella Elia, Francesca Manzini, Sergio Friscia, Gabriele Cirilli | Elisabetta Viviani, Al Bano e Romina Power, I Camaleonti, Maurizio Vandelli, Max Pezzali |
| 6       | 29 maggio 2021 | 3 548 000      | 19,30%  | I Pacchisti: Max Giusti, Flavio Insinna, Pupo                       | Le Principesse: Caterina Balivo, Andrea Delogu, Emanuela Aureli                     | Dario Baldan Bembo, Antonello Venditti, Mal, Raf, Corona                                 |
| Media   | Media          | 3 483 000      | 16,57%  |                                                                     |                                                                                     |                                                                                          |

- Nota: la squadra vincitrice di ogni puntata è indicata in grassetto.

Anche questa edizione è stata replicata durante l’estate 2022 il venerdì in prima serata e durante l’estate 2023 la domenica pomeriggio sempre su Rai 1.

## Audience
| Edizione | Rete televisiva | Anno | Stagione         | Programmazione | Programmazione | Programmazione | Programmazione | Programmazione | Programmazione | Programmazione | Telespettatori | Share  | Premiere       | Premiere | Finale         | Finale |
| Edizione | Rete televisiva | Anno | Stagione         | L              | M              | M              | G              | V              | S              | D              | Telespettatori | Share  | Telespettatori | Share    | Telespettatori | Share  |
| -------- | --------------- | ---- | ---------------- | -------------- | -------------- | -------------- | -------------- | -------------- | -------------- | -------------- | -------------- | ------ | -------------- | -------- | -------------- | ------ |
| 1ª       | Rai 1           | 2020 | primavera-estate |                |                |                |                |                |                |                | 3 718 000      | 19,60% | 3 969 000      | 19,20%   | 3 579 000      | 21,10% |
| 2ª       | Rai 1           | 2021 | primavera        |                |                | 3 483 000      | 16,57%         | 3 806 000      | 16,60%         | 3 548 000      | 19,30%         |        |                |          |                |        |